# Estela de viento

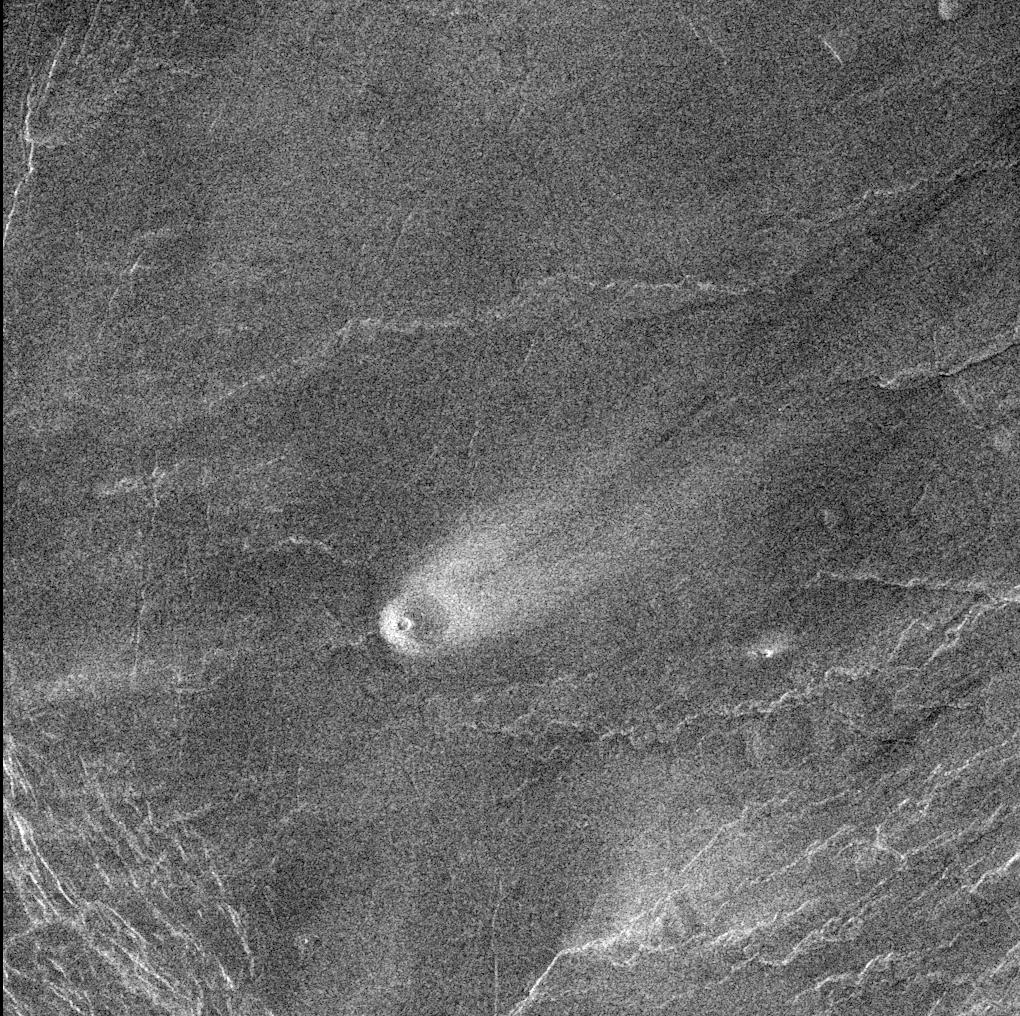
Ejemplo de una estela de viento en un volcán de Marte.

Una estela de viento es una característica de la superficie planetaria de origen eólico que se caracteriza por un albedo que contrasta con la superficie circundante en un patrón alargado. Las estelas de viento están asociadas con obstáculos topográficos, y se encuentran con frecuencia, pero no exclusivamente, cerca de cráteres. Estas características se han observado en Marte, Venus, Titán y la Tierra, aunque se consideran raras en la Tierra. Se encuentran ejemplos terrestres de estelas de viento en el campo volcánico Pali-Aike.
Las estelas de viento son un término que se usa más en teledetección, ya que un patrón de albedo puede ser representativo de muchas características geomorfológicas, aunque todas de origen eólico. Se considera que todas las formas de transporte de sedimentos (saltación, tracción y suspensión) y tamaños de sedimentos (arcilla a grava) están involucradas durante la formación de las vetas de viento, pero el resultado neto es que ocurre alguna variación entre la superficie de la veta y la superficie circundante. Thomas et al. (1981) sugirieron tres tipos generales de vetas de viento, que aún se citan en la literatura posterior. Estos tipos incluyen:
- Tipo 1: vetas brillantes (veta de albedo alto con superficie de albedo bajo), donde el polvo se deposita desde la suspensión.
- Tipo 2: vetas oscuras (veta de albedo bajo con superficie de albedo alto) caracterizadas por la erosión de material brillante.
- Tipo 3: vetas oscuras donde el material oscuro se deposita desde la saltación.[2]